# Punctelia tomentosula
Punctelia tomentosula är en lavart som beskrevs av Kurok. Punctelia tomentosula ingår i släktet Punctelia och familjen Parmeliaceae.   Inga underarter finns listade i Catalogue of Life.